# UJIターン現象
UJIターン現象（ユージェイアイターンげんしょう）は、以下の3つの人口還流現象の総称。
- Uターン現象：地方から都市へ移住したあと、再び地方へ移住すること。
- Jターン現象：地方から大規模な都市へ移住したあと、地方近くの中規模な都市へ移住すること。
- Iターン現象：地方から都市へ、または都市から地方へ移住すること。